# Cattedrale di Santa Maria Regina
La cattedrale di Santa Maria Regina o anche cattedrale di Santa Maria Regina di Iași (in romeno Catedrala Sfânta Fecioară Maria Regină din Iași) è la chiesa cattedrale della diocesi di Iași. Si trova nella città di Iași, in Romania.

## Storia e descrizione
La cattedrale nuova è stata edificata a causa dell'insufficiente capienza della vecchia cattedrale di Santa Maria Assunta. Fino al 1989 tale obiettivo non fu realizzabile a causa dell'opposizione del regime comunista.
Il 15 agosto 1990 fu posta la prima pietra del nuovo santuario dal vescovo Peter Gherghel, ma la prefettura di Iași ordinò dopo pochi mesi la sospensione dei lavori sostenendo che la chiesa fosse troppo vicino alla Via Stefan Mare, incidendo quindi sulla visibilità degli edifici esistenti nella stessa area.
Diocesi ha quindi individuato una nuova posizione per la cattedrale. Il nuovo progetto è stato realizzato dall'architetto George Heresh. Nel mese di agosto 1992 hanno avuto inizio i lavori delle fondamenta e nel mese di ottobre 1993 la parte seminterrata dell'edificio era già agibile per il culto. La prima messa nel seminterrato è stata celebrata il giorno di Natale del 1993. La cattedrale è stata completata nel giugno del 1998. Negli anni successivi si sono succeduti lavori per rafforzare il tetto e rifinire l'arredo esterno e interno.
Il 10 novembre 2005 è stata celebrata la solenne dedicazione dell'altare e la consacrazione della cattedrale  a "Nostra Signora Regina", con una messa concelebrata da 23 vescovi e la partecipazione di oltre 200 sacerdoti della diocesi e oltre 3.500 fedeli.